# ぼうえんきょう座イプシロン星
ぼうえんきょう座ε星（ぼうえんきょう座イプシロン星、ε Tel、ε Telescopii）は、ぼうえんきょう座にある連星である。地球から約420光年離れている。
主星のぼうえんきょう座ε星Aは、橙色のK型巨星で、視等級は+4.52である。21秒離れたところに、13等級の伴星ぼうえんきょう座ε星Bを伴っている。